# Charles Alphonse du Fresnoy
Charles Alphonse du Fresnoy (Paris, 1611 — Villiers-le-Bel, 16 de janeiro de 1668) foi um pintor, poeta e escritor francês cujo poema De arte graphica (1668) teve grande influência nas discussões de estética da época, e continuou sendo impressa continuamente até o século XIX. 

## Vida pessoal
Filho de um apotecário, foi destinado à profissão de médico, e recebeu boa educação em Latim e Grego, mas, dono de uma propensão natural para as artes, ele não se aplicaria à vocação para a qual foi destinado, e foi autorizado a aprender artes, com Perrier and Vouet. Com vinte e um anos, se mudou para Roma onde, sem recursos, começou a pintar quadros, desenhando rruínas e temas arquiteturais. Passados dois anos, reencontrou seu velho amigo Pierre Mignard, e com sua ajuda obteve alguma melhoria de seus prospectos profissionais.
Du Fresnoy estudou Rafael e a antiguidade. Em 1633 foi para Veneza, e em 1656 retornou à França. Durante dois anos, se empregou pintando paisagens e retábulos no castelo de Raincy. Sua morte foi causada por um ataque de apoplexia seguido de paralisia, e ele morreu em Villiers-le-Bel, nos arredores de Paris. O artista nunca se casou. 

## Obra
Suas obras pictóricas são poucas; porém, são corretas no desenho, com algo de Caracci no design e de Ticiano na coloração, mas carecem de fogo e expressão, e insuficientes para manter seu nome em qualquer reputação eminente. Nos tempos atuais, é quase que inteiramente lembrado como um escritor, e não um pintor. 
Seu poema latino, De arte graphica, publicado pela primeira vez por Mignard, e traduzido para várias línguas, foi escrito durante sua estada na Itália, e incorporou suas observações sobre a arte da pintura, sendo considerada um tratado crítico sobre a prática da arte, com conselhos gerais aos alunos. Em 1684, De arte graphica foi traduzido para o francês por Roger de Piles. Já Dryden traduziu a obra para a prosa inglesa, e Mason para verso, versão a que Sir Joshua Reynolds adicionou algumas anotações.